# The Legend of Heroes
The Legend of Heroes (英雄伝説?, Eiyū Densetsu) è una serie di videogiochi di ruolo creata da Nihon Falcom. Inizialmente parte della serie Dragon Slayer alla fine degli anni "80, si è poi evoluta in una serie di videogiochi interconnessi a partire dai capitoli usciti dal 2004 che fanno parte della serie conosciuta come Trails in occidente e Kiseki Series (軌跡シリーズ)in Giappone. 

## Storia
Il primo titolo della serie è Dragon Slayer: The Legend of Heroes, appartenente alla saga Dragon Slayer, pubblicato nel 1989 per PC-88 e convertito su numerose piattaforme.
Il primo seguito viene distribuito nel 1992 con il titolo Dragon Slayer: The Legend of Heroes II, ultimo videogioco appartenente alla serie Dragon Slayer. La trilogia successiva è ambientata nel mondo immaginario di Gagharv: i primi due titoli, originariamente pubblicati per PC-98, sono stati convertiti per PlayStation e PlayStation Portable, oltre ad essere disponibili su Microsoft Windows. Il sesto gioco della serie, The Legend of Heroes: Trails in the Sky, è stato realizzato per Windows e in seguito distribuito su PSP. I capitoli successivi sono stati sviluppati per PlayStation 3 e PlayStation Vita. Nel 2010 è stato distribuito Trails from Zero mentre nel 2011 Trails to Azure. La storia di questi due titoli forma la dilogia Crossbell che si svolge nel continente di Zemuria, lo stesso mondo dei precedenti tre giochi. Nel 2013 è uscito Trails of Cold Steel che ha dato il via alla tetralogia Erebonia. Nel 2020 è uscito Trails into Reverie che è epilogo sia della dilogia Crossbell che della tetralogia Erebonia. Nel 2021 con la distribuzione di Trails Through Daybreak è iniziato nuovo arco narrativo.

## Modalità di gioco
La mappa di gioco si divide in due tipi: quelle delle città che permettono di parlare con NPC o entrare in negozi che vendono armamentario e oggetti e quelle dei percorsi con presenti nemici che se attaccati fanno entrare il giocatore in sezioni di battaglia con la possibilità di attuare attacchi preventivi.

### Sistema di combattimento
Il sistema di combattimento è un sistema a turni dove il giocatore può tramite menù scegliere diverse azioni tra cui attaccare sia con attacchi fisici che magici, scappare dalla battaglia o utilizzare strumenti. A partire dal terzo gioco The Legend of Heroes II: Prophecy of the Moonlight Witch alle battaglie vengono aggiunti un sistema di posizionamento che si evolverà nei giochi successivi permettendo al giocatore di spostare i personaggi sul campo di battaglia e la possibilità di utilizzare degli attacchi finali quando la barra dell'attacco è piena.
Da Trails in the Sky al gioco viene aggiunta un AT Bar, una barra che mostra l'ordine dei turni dei personaggi e dei nemici e possibili Bonus come cure e attacchi critici. Inoltre a partire da questo gioco gli attacchi magici possiedono un tempo di attivazione mentre gli attacchi finali chiamati S-Crafts possono essere attivati ad ogni momento della battaglia ignorando l'ordine dei turni e la loro barra può essere utilizzata per fare attacchi speciali chiamati Craft.

## Mondi della serie
La serie per la sua natura in saghe è ambientata in tre mondi diversi: il continente di Iselhasa, Gagharv e il continente di Zemuria.

### Iselhasa
Iselhasa è un continente insulare diviso in cinque stati i cui abitanti venerano Light Goddes, Freya e Celestial God, Joshua. Gli stati che compongono il continente sono il Farlayne Kingdom, il Wyndgard Dukedom, il Nordland Kingdom, il Sordis Kingdom e la Mortavia Republic.

### Gagharv
Il mondo di Gagharv è composto da tre continenti ognuno diviso dall'altro da barriere naturali invalicabili Tirasweel, El Phildin e Weltluna.
Tirasweel è un continente composto da otto regioni: Pholthia, Menarth, Chanom, Udor, Ghidona, Phenthe, Oldos, Ambish. Tirasweel è posizionata a nord-est del mondo ed è separata a ovest di Ghidona da Gagharv un'enorme fessura nella terra creata, secondo le leggende, da un improvviso fulmine celeste quando una tribù di nomadi nota come Red Tribe attaccò e pervaso da forti mulinelli e tempeste. A est si trova il Silent Sea: un mare che diversi esploratori hanno navigato in passato senza mai fare ritorno e al cui interno si dice si trovi il nido di Garga, un mostro marino che si dice sia più grande di una balena. A sud è separata da Weltluna da una enorme catena montuosa conosciuta come Great serpent's Backbone che si narra sia la schiena del Great Serpent sconfitto dal gigante Thanatosis.
El Phildin, conosciuto come la terra dove i dei dormono, è il continente a nord-ovest in cui si narra che in passato Bardus, the God of Light ha combattuto contro Octum, the God of Darkness sigillandolo. Dopo il sonno degli dei il continente fu pervaso da guerre e fu unificato dal guerriero Milligan che creò grazie al sostegno della Bardus Curch un'alleanza di nazioni. Il continente è composto di tre regioni Dusis, Boreas e Notos. È separato a est da Tirasweel tramite Gagharv e il Chaos Vertex che si dice inghiotta ogni cosa, a Nord da Simula Salim un mare con una nebbia perenne e a sud da una catena montuosa conosciuta come Legione Serra. Gli abitanti del continente sono consci per via delle antiche scritture dell'esistenza di altre terre.
Weltluna è un continente situato a sud della Great serpent's Backbone e composto di sette nazioni Letrado, Marcherose, Ohstern, il Brodain Kingdom, il Penisola Duchy, il Numeros Empire e la Greysul Republic. Attraverso tutto il paese si possono trovare rovine di un'antica e misteriosa civiltà alcune delle quali come il Grim Bridge utilizzate ancora oggi. Figura conosciuta in tutto il continente è Leone Friedrich Richter famoso pianista, violinista e compositore che ha istituito la Music Academy di Cantus nella repubblica di Greysul. Il continente è separato a nord sia dalla Great serpent's Backbone che dal Oblivion Ocean e per questo gli abitanti sono ignari dell'esistenza di altri continenti.

### Zemuria
Zemuria è il continente dove si svolge l'interezza della serie Trails. La principale religione in Zemuria è la Chiesa Septiana dedita al culto di Aidios, la Dea del Cielo situata nella Città santa Arteria nella penisola a centro-nord del continente.
Vicino ad essa è situato lo stato di Leman in cui ha sede la Fondazione Epstein, uno dei principali centri tecnolgici del continente e la sede principale della Bracer Guild organizzazione non governativa che di occupa di mantenere la pace e proteggere i civili.La maggior parte dei giochi si svolge nella zona occidentale del continente. Nella parte sud del continente si trova il Liberl Kingdom dove si ambienta l'arco dei giochi di Trails in the Sky governato dalla Regina Alicia II. La capitale del regno è Grancel dove si trova il Castello di Grancel e la cattedrale principale del paese, nella città di Zeiss ha sede la Fabbrica Centrale di Zeiss, abbreviata in FCdZ, principale struttura di ricerca e produzione tecnologica di Liberl. Il simbolo del paese è un falco bianco.
A nord di Liberl è situato nella zona ovest del continente l'Impero Ereboniano. Il paese è governato dall'imperatore Eugene Reise Arnor III e considerato una delle più grandi potenze militari del continente e presenta da tempo immemore una forte divisione in classi sociali.Punti d'interesse del paese sono la capitale Heimdallr, centro ferroviario del paese che ospita il Palazzo Valflame: casa della famiglia imperiale e il teatro dell'opera più antico del continente, Roer sede del Gruppo Reinford, maggiore azienda dedita all'industria pesante del paese e Trista sede della Thors Military Academy. Il simbolo del paese è uno stallone dorato. A est nella zona medio-occidentale del paese è situata la Republic of Calvard e governata dal presidente Roy Gramheart è uno stato democratico di recente istituzione famoso per la sua attenzione ai diritti dei cittadini e per le sue politiche pro-immigrazione. La capitale del paese è Edith che è sede dell'edificio del parlamento, l'ufficio presidenziale e l'Aramis Academy.Per via delle loro vedute politiche e il desiderio dell'egemonia della zona ovest di Zemuria l'Impero e la Repubblica sono in costante rivalità fra di loro. Al centro dei due stati di trova la città-stato di Crossbell stato che ottenuto l'autonomia 70 anni prima degli eventi della serie ma che subisce ancora forti pressioni sia dall'Impero che dalla Repubblica. Punti d'interesse della città sono la International Bank of Crossbell, abbreviata in IBC, la maggior banca di Zemuria e la truppa teatrale Arc en Ciel situata nel distretto dell'intrattenimento della città e famosa in tutto il continente per le loro performance acrobatiche e eccezionali scenografie.Nella zona nord-occidentale di Zemuria si trovano il North Ambria State in passato un principato, il Principality of Remiferia e le Nord Highlands zona abitata da popolazioni nomadi e come Crossbell in disputa tra l'Impero e la Repubblica per la loro possessione.

#### Storia di Zemuria
Nell'antichità del contenente di Zemuria esisteva una società tecnologicamente avanzata conosciuta come Ancient Zemurian Civilization che venne distrutta tramite un incidente che fu denominato Great Collapse che gettò il mondo nel caos caratterizzato da innumerevoli guerre e lotte fra le nazioni periodo conosciuto come Dark Ages che durò fino all'anno 500 del calendario Septiano. Il periodo successivo conosciuto come Middle Ages vede l'ascesa della Septian Church come principale religione del continente apparsa per la prima volta nell'S.500 e durò fino all'S.1150 da cui inizia il periodo della Modern Age grazie alla Orbal Revolution grazie al professor C. Epstein che scoprì come ottenere Orbal Energy dalla raffinazione in Quartz dai frammenti di Septium conosciuti anche come Sepith. Ciò portò alla produzione di ogni sorta di oggetto tecnologico alimentato a Orbal Energy come Telefoni e Aeronavi Orbal. Da lì in poi gli Orbal sono diventati parte integrante della vita di Zemuria. Nel S.1192 ha luogo una guerra durata per tre mesi e perciò conosciuta come la Hundred Days War tra l'Impero di Erebonia e il Regno di Liberl. Il primo gioco Trails in the Sky FC inizia nell'anno S.1202.